# Herb Armenii
Herb Armenii – pięciopolowa tarcza podtrzymywana przez lwa i orła, starożytne symbole królestwa Urartu. Na tarczy sercowej znajduje się góra Ararat z arką Noego, symbol narodu ormiańskiego.
W poszczególnych polach umieszczone są herby historycznych królestw armeńskich (kolejność heraldyczna):
- prawe górne – w czerwonym polu złoty idący lew trzymający krzyż, herb Bagratunian (Bagratydzi, Bagratydów), którzy rządzili Armenią aż do mongolskich najazdów w IX wieku.
- lewe górne – w błękitnym polu złoty dwugłowy orzeł, Arszakunian, herb Arsacydów, z której pochodził król Tiridates III, który został w 301 ochrzczony przez świętego Grzegorza Oświeciciela, czyniąc Armenię pierwszym państwem chrześcijańskim na świecie.
- prawe dolne – w błękitnym polu dwa złote orły frontem do siebie – herb Artaszezjan Artaxiadów, z której pochodził król Tigranes II (I wiek p.n.e.).
- lewe dolne – w polu czerwonym kroczący złoty koronowany lew z krzyżem – herb Rubinian Rubenidów, którzy rządzili Królestwem Małej Armenii (Cylicja) aż do jego upadku w XIV wieku.

Skierowany pionowo w górę miecz przecinający łańcuchy symbolizujące wielowiekową niewolę narodu ormiańskiego świadczy o gotowości do walki w obronie wolności, zaś kłosy zboża i gałązka oliwna symbolizują bogactwo kraju.
Godło pochodzi z roku 1918, gdy Armenia na krótko odzyskała niepodległość po 600 latach niewoli. Utrzymane jest w stylistyce heraldycznej i wywodzi się od dawnych herbów Armenii i ormiańskich dynastii, jednak nie jest herbem w ścisłym znaczeniu tego słowa, gdyż nie jest utworzone według heraldycznych reguł, zwłaszcza w kolorystyce tarczy. W latach następnych, gdy Armenia jako Armeńska Socjalistyczna Republika Radziecka była częścią ZSRR został on zastąpiony innym symbolem (godło Armeńskiej SRR). Herb Armenii przywrócono po rozpadzie ZSRR, 19 kwietnia 1992.
Herb Armenii z wizerunkiem góry Ararat jest godłem państwowym jednym z niewielu na świecie odwołującym się do obiektu znajdującego się na terenie innego państwa, gdyż Ararat leży na terenach dzisiejszej Turcji.